# IC3PEAK
IC3PEAK é uma dupla russa de música eletrônica fundada em 2014 composta por Anastasia Kreslina e Nikolay Kostilev. Logo após seu antigo projeto musical chamado Oceania (2012). Eles são caracterizados pelos tons políticos em suas músicas, grande parte das suas canções são criticando o governo russo . Suas visões e letras radicais levaram à censura de sua música em 2019. Seus efeitos na grande mídia levaram a um grande apoio em todo o Ocidente e na Rússia. 
1. ↑  «Young Russian Musicians Struggle Under Government Scrutiny». NPR.org (em inglês). Consultado em 1 de março de 2022